# Congres van de Hongaarse Socialistische Arbeiderspartij

Vlag van de MSzMP

Het Congres van de Hongaarse Socialistische Arbeiderspartij (1956-1989) en haar voorganger, de Hongaarse Werkerspartij (1948-1956) was formeel het hoogste orgaan van genoemde partijen. Op het Congres werd het Centraal Comité gekozen. Omdat het Centraal Comité sporadisch bijeenkwam, lag het dagelijks bestuur bij het Politiek Comité (politbureau). Congressen vonden sinds in de regel 1971 om de vijf jaar plaats.
Tijdens het laatste Congres in oktober 1989 werd de MSzMP opgeheven en vervangen door de Hongaarse Socialistische Partij.

## Lijst van Congressen
| Congres                                         | Datum                          | Plaats    | Aantekeningen |
| ----------------------------------------------- | ------------------------------ | --------- | ------------- |
| 1e Congres                                      | 12 juni - 14 juni 1948         |           | [ 2 ]         |
| 2e Congres                                      | 25 februari - 1 maart 1951     |           | [ 2 ]         |
| 3e Congres                                      | 24 mei - 30 mei 1954           |           | [ 2 ]         |
| 4e (Buitengewoon) Congres Oprichting MSzMP      | 31 oktober 1956                |           | [ 2 ]         |
| 5e (Buitengewoon) Congres Nationale Conferentie | 27 juni - 29 juni 1956         | Boedapest | [ 2 ]         |
| 6e Congres                                      | —                              |           |               |
| 7e Congres                                      | 30 november - 5 december 1957  | Boedapest | [ 2 ]         |
| 8e Congres                                      | 20 november - 24 november 1962 | Boedapest | [ 2 ]         |
| 9e Congres                                      | 28 november - 3 december 1966  | Boedapest | [ 2 ]         |
| 10e Congres                                     | 23 november - 28 november 1970 | Boedapest | [ 2 ]         |
| 11e Congres                                     | 17 maart - 22 maart 1975       | Boedapest | [ 2 ]         |
| 12e Congres                                     | 24 maart - 27 maart 1980       | Boedapest | [ 2 ]         |
| 13e Congres                                     | 25 maart - 28 maart 1985       | Boedapest | ,             |
| 14e Congres Nationale Conferentie               | 20 mei - 22 mei 1989           | Boedapest | [ 2 ]         |
| Buitengewoon Congres                            | 10 oktober 1989                | Boedapest | ,             |

## Partijstructuur
|  |  |                                      |                                      |                                      |                                      |                                      |                                      | Secretaris-Generaal                     |  |                 |                 |                 |                 |                 |                 |  |  |
|  |  |                                      |                                      |                                      |                                      |                                      |                                      |                                         |  |                 |                 |                 |                 |                 |                 |  |  |
|  |  |                                      |                                      |                                      |                                      |                                      |                                      | Politiek Comité van het Centraal Comité |  |                 |                 |                 |                 |                 |                 |  |  |
|  |  |                                      |                                      |                                      |                                      |                                      |                                      |                                         |  |                 |                 |                 |                 |                 |                 |  |  |
|  |  | Secretariaat van het Centraal Comité | Secretariaat van het Centraal Comité | Secretariaat van het Centraal Comité | Secretariaat van het Centraal Comité | Secretariaat van het Centraal Comité | Secretariaat van het Centraal Comité |                                         |  | Centraal Comité | Centraal Comité | Centraal Comité | Centraal Comité | Centraal Comité | Centraal Comité |  |  |
|  |  | Secretariaat van het Centraal Comité | Secretariaat van het Centraal Comité | Secretariaat van het Centraal Comité | Secretariaat van het Centraal Comité | Secretariaat van het Centraal Comité | Secretariaat van het Centraal Comité |                                         |  | Centraal Comité | Centraal Comité | Centraal Comité | Centraal Comité | Centraal Comité | Centraal Comité |  |  |
|  |  |                                      |                                      |                                      |                                      |                                      |                                      |                                         |  |                 |                 |                 |                 |                 |                 |  |  |
|  |  |                                      |                                      |                                      |                                      |                                      |                                      | Partijcongres                           |  |                 |                 |                 |                 |                 |                 |  |  |

## Verwijzingen
Partijcongres · Centraal Comité · Secretariaat · Politiek Comité · Partijleider